# Gianni Rodari

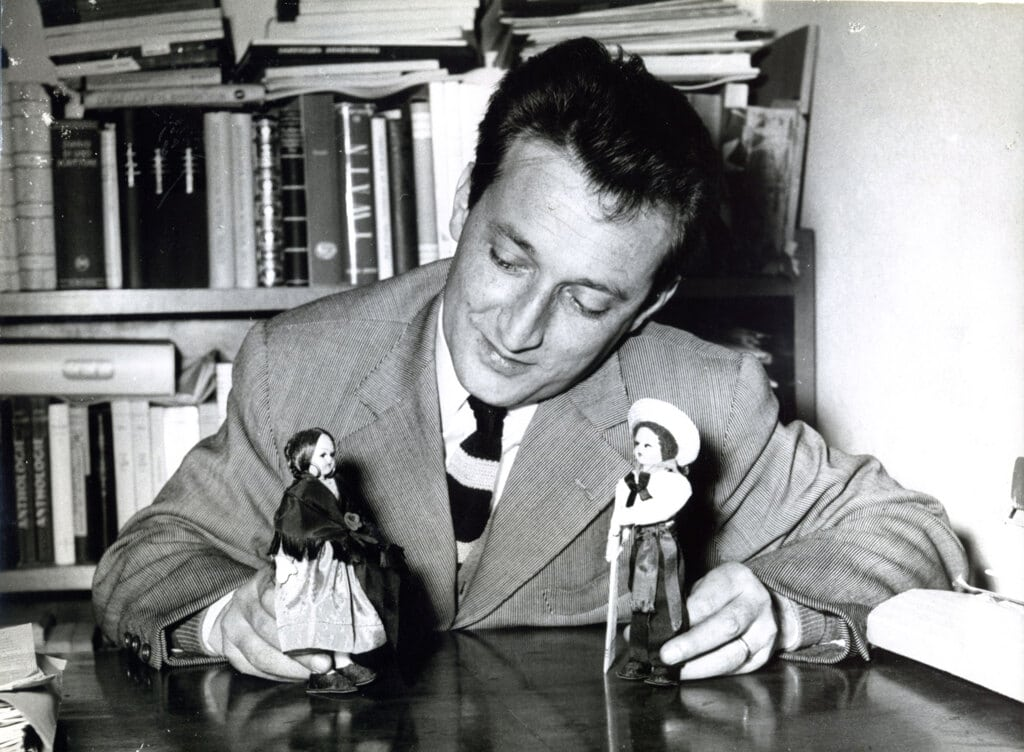
Gianni Rodari

Gianni Rodari (* 23. Oktober 1920 in Omegna (Novara); † 14. April 1980 in Rom) war ein italienischer Schriftsteller, der vor allem Kinderbücher schrieb.

## Leben
Aufgewachsen in Gavirate (Varese), trat er 1931 in das Seminar von St. Petrus von Seveso in Mailand ein, das er 1934 verließ. Von 1939 an studierte er an der Universität Mailand. Im Mai 1944 trat er in die Kommunistische Partei Italiens (PCI) ein.
Von 1945 an arbeitete er als Journalist für L’Ordine Nuovo, das Parteiorgan der PCI Varese. Ab 1947 war er für L’Unità tätig. Im Jahre 1950 gründete er die Kinderzeitschrift Il Pioniere, für die er bis zu ihrer Einstellung 1962 schrieb. Am 25. April 1953 heiratete er Maria Teresa Ferretti, am 13. Dezember des gleichen Jahres gründete er die Zeitschrift Avanguardia. Zwischen 1954 und 1969 arbeitete Rodari für verschiedene Periodika und Zeitungen und schrieb Artikel und Kolumnen für Kinder; er reiste mehrfach in die Sowjetunion. Das Comic sah er als ideales Mittel zur Verbreitung des Kommunismus.
Rodari erhielt im Jahre 1970 den Hans-Christian-Andersen-Preis für Jugendliteratur. Er begründete seine Arbeit im Bereich der Jugendliteratur mit seinen sozialistischen Idealen: Frieden und Freiheit für alle Menschen. Er erhoffte sich, durch seine Werke junge Menschen zum „Nachdenken“ zu erziehen und wollte ihnen helfen, die Welt angemessen bewerten zu können. Für Rodari war es das erstrebenswerteste Ziel, „die Kinder dieser Welt lächeln zu sehen“. Rodari engagierte sich für die frühkindliche Pädagogik und war Ideengeber für die Reggio-Pädagogik. Hier förderte er die Erzählfähigkeit der Kinder durch das „phantastische Binom“,  wie er es 1973 in seinem Buch „Grammatik der Phantasie“ beschrieben hat.
Am 10. April 1980 wurde Rodari, gerade von einer Reise in die Sowjetunion zurückgekehrt, aufgrund eines Venenverschlusses in ein römisches Krankenhaus eingeliefert. Er starb vier Tage später an einem Herzinfarkt.

## Ehrungen
- Der 1979 entdeckte Asteroid (2703) Rodari wurde 1985 nach ihm benannt.[3]

## Werke

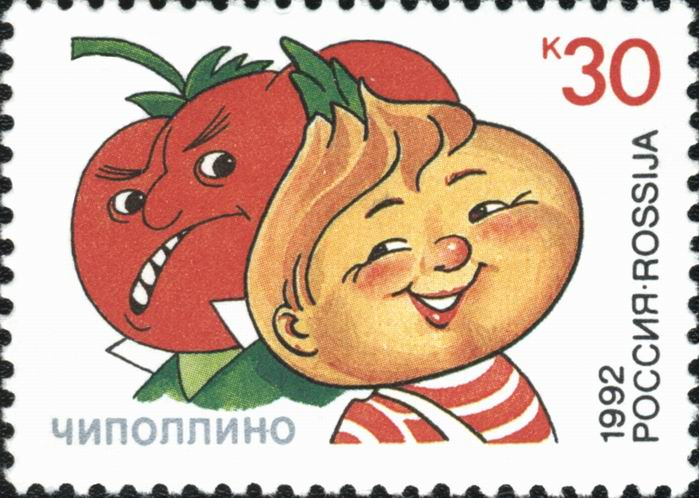
Cipollino auf einer russischen Briefmarke (1992)

- Zwiebelchen (Il romanzo di Cipollino, 1951, deutsch 1954 im Kinderbuchverlag Berlin, DDR); Neu verlegt von LeiV, Leipzig 2002, ISBN 3-89603-094-9
- Die Sirenenbraut
- Gelsomino im Lande der Lügner (1958) – Neu verlegt von LeiV, Leipzig 2020, ISBN 978-3-89603-543-1
- Das fabelhafte Telefon (1960)
- Flip im Fernsehen (1962, dt. 1968 mit Abbildungen von Romulus Candea)
- Der blaue Pfeil (1964)
- Das fliegende Riesending ( La torta in cielo, 1966)
- Gutenachtgeschichten am Telefon, aus dem Italienischen von Ulrike Schimming, Rieder Bücher, München, 2024, ISBN 978-3-9484-1077-3
- Grammatik der Phantasie. Die Kunst, Geschichten zu erfinden, Italienischen übersetzt und mit einer Nachbemerkung von Anna Mudry, Reclam, Ditzingen 2022, ISBN 978-3-15-020360-6
- Zweimal Lamberto oder das Geheimnis der Insel San Giulio (1978)
- Hilfe, Benjamin singt
- Die Nase des Königs
- Der Zaubertrommler
- Kopfblumen
- Ein Wolkenkratzer auf See
- Fahrstuhl zu den Sternen
- Die Geschäfte des Mister Cat. Aus dem Italienischen von Giulia Engler, Eulenspiegel Kinderbuchverlag, Berlin 2019, ISBN 978-3-359-01172-9
- Die Geschichte vom jungen Krebs
- Briefmarken zu Erfinden
- Alice in der Tinte (Le favolette di Alice, 1995, dt. 2007)

Rodari hat auf Grundlage von Henri Wallons Buch Die Entstehung des Denkens das "phantastische Binom" entwickelt. Hierbei kommt es zum Zusammenprall zweier Wörter, die jedoch nicht wie Pferd und Hund, sondern eher wie Hund und Schrank aus zwei unterschiedlichen Lebensbereichen zur Fantasie- und Kreativitätsbildung beitragen.

## Hörspiele
- 1972: Das fliegende Riesending (Rundfunk der DDR)

## Verfilmungen
- 1996: Lorenz im Land der Lügner
- 1996: Der blaue Pfeil (La freccia azzurra)